# Öster-Bergsjötjärnen
Öster-Bergsjötjärnen är en sjö i Strömsunds kommun i Ångermanland och ingår i Ångermanälvens huvudavrinningsområde.